# Солов'їна роща
Солов'ї́на ро́ща — ботанічний заказник місцевого значення в Україні. Розташований на території Запорізького району Запорізької області, на північний захід від села Нижня Хортиця. 
Площа 45 га. Статус присвоєно згідно з рішенням Запорізького облвиконкому від 28.05.1980 року № 253. Перебуває у віданні ДП «Запорізьке лісомисливське господарство» (Хортицьке лісництво, квартал № 36).

## Природні особливості

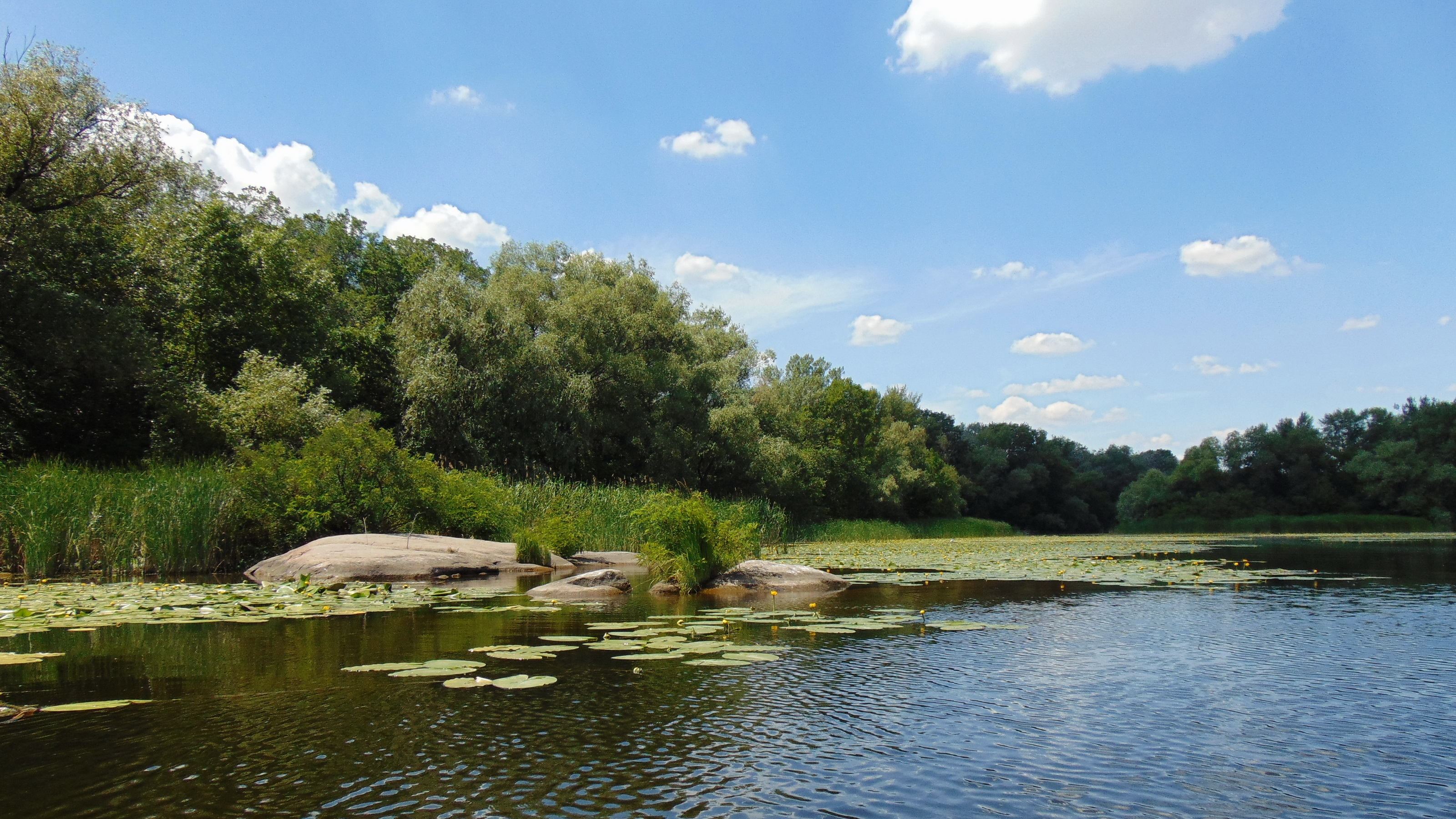
У гирлі р.Середня Хортиця

Заказник у ландшафтному відношенні є залишком так званих Дніпровських плавнів — комплексом заплавної рослинності і прилеглих заплавних водойм.
Статус надано з метою охорони місць зростання лікарських рослин. У гаю поширені кущі глоду. 
На території заказника зростає ряд раритетних видів рослин, занесених до природоохоронних документів різного рангу: тюльпан дібровний, рястка Буше, проліска дволиста. Тут гніздується і зупинається під час сезонних міграцій безліч водно-болотних і лісових птахів, у тому числі занесених до Червоної книги України.